# نادي زغرب لكرة السلة
نادي زغرب لكرة السلة (بالكرواتية: KK Zagreb) هو فريق كرة سلة كرواتي للمحترفين تأسس في سنة 1970 يقع مقره في زغرب. ينافس في الدوري الكرواتي لكرة السلة الدرجة الأولى.

## الإنجازات
- الدوري الكرواتي لكرة السلة الدرجة الأولى: 1
  - 2011

## أبرز اللاعبين
من أبرز اللاعبين الذين لعبوا معه:
- ألكسندر بيتروفيتش
- أنتي توميتش
- دامير مولاومروفيتش
- يوسيب سيزار
- ماريو كاسون
- ماريو ستوييتش
- ماركو توماس
- ساشو أوجبولت
- شون ماي
- تي جي فورد

## وصلات خارجية
- الموقع الرسمي